# Học viện Hàng không Việt Nam
Học viện Hàng không Việt Nam (Vietnam Aviation Academy – VAA) là một trường đại học công lập định hướng nghề nghiệp ứng dụng trực thuộc Bộ Xây dựng của nước Cộng hòa xã hội chủ nghĩa Việt Nam. Tổ chức ra đời vào ngày 24 tháng 3 năm 1979 với tên gọi ban đầu là Trường Sĩ quan và Trung cấp nghiệp vụ Hàng không, đến ngày 17 tháng 7 năm 2006, cơ sở được nâng cấp lên thành học viện và từ đây chính thức đào tạo hệ giáo dục bậc cao các chuyên ngành về lĩnh vực hàng không dân dụng. 

### Lãnh đạo

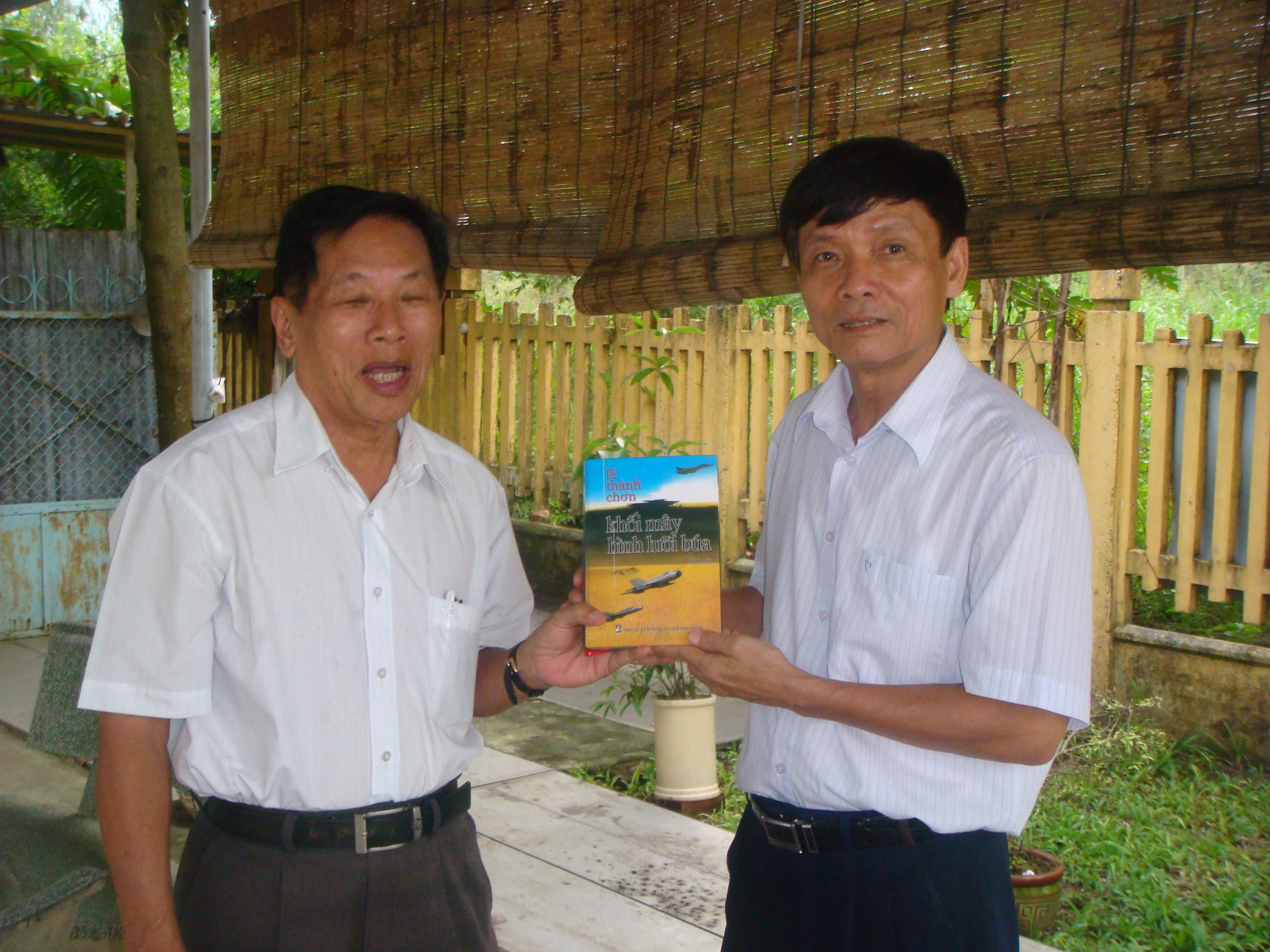
Nguyễn Văn Nghĩa (phải) tại Biên Hòa vào năm 2010.

### 2009–2012: Hacker đột nhập, học viên phản ánh

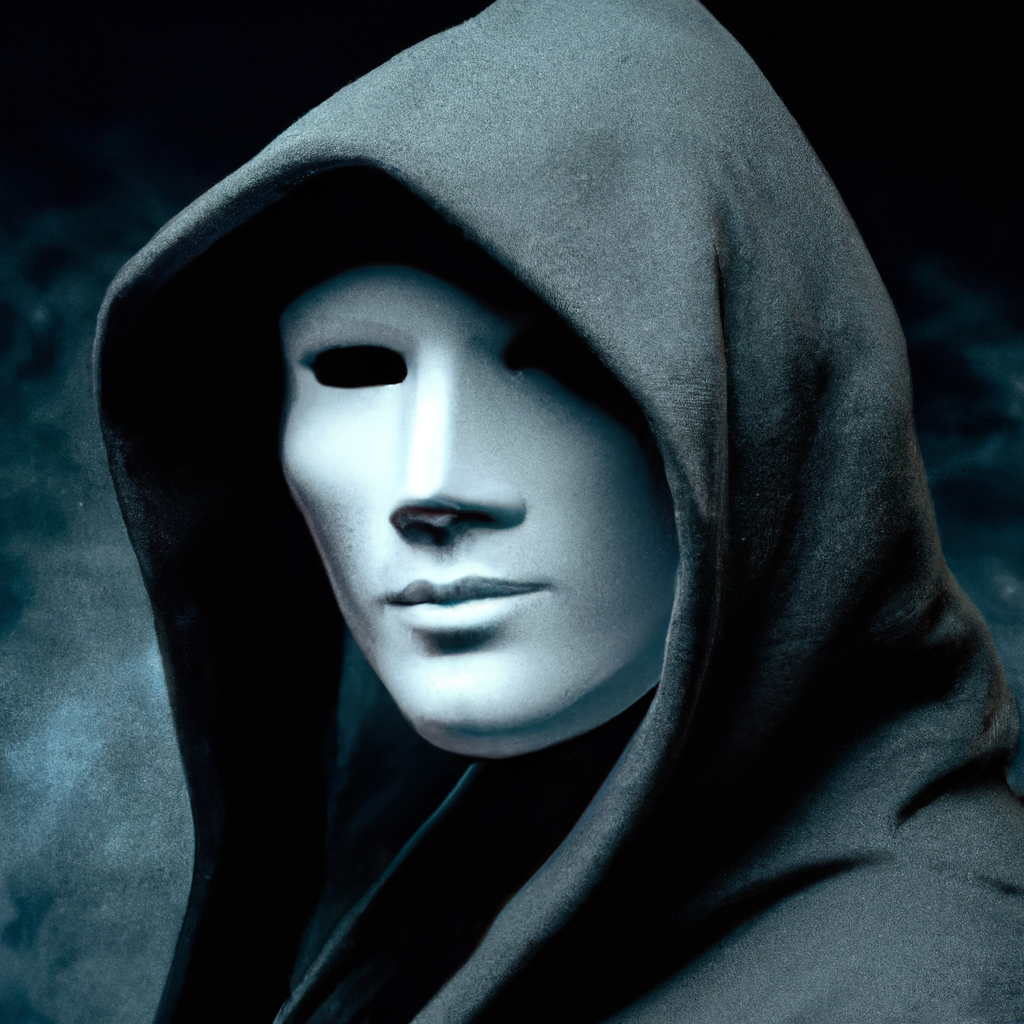
"Mời Ban Giám đốc Học viện Hàng không đọc bài trên hocvienhangkhong.com để biết những tiêu cực đang diễn ra với môn học của thầy B" – đây là câu thông báo hiển thị trên website chính thức của trường sau khi bị hack vào năm 2009.

## Lịch sử